# Puerto Nuevo (película)
 Puerto Nuevo  es una película argentina en blanco y negro codirigida por Mario Soffici y Luis César Amadori sobre guion de este último escrito en colaboración con Antonio Botta que se estrenó el 12 de febrero de 1936 y que tuvo como protagonistas a Pepe Arias, Alicia Vignoli, Charlo, Sofía Bozán y José Gola.

## Origen del filme

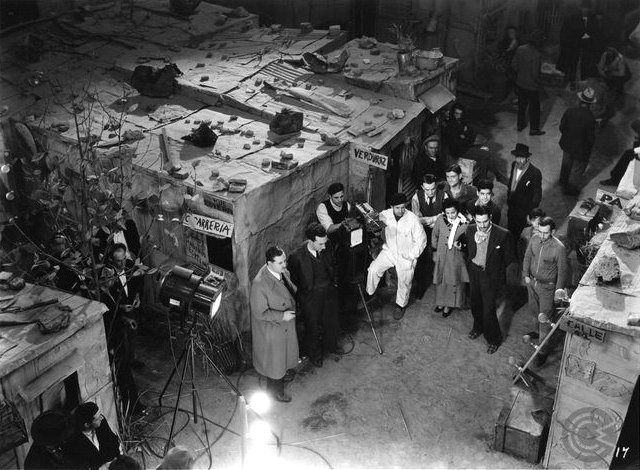
Vista del rodaje del film en los estudios de Argentina Sono Film, 1935.

Sobre el origen del filme cuenta Domingo Di Núbila que Enrique Santos Discépolo había compuesto el tango Cambalache y lo había dado en exclusividad a Ángel Mentasti para su filme El alma del bandoneón pero Luis César Amadori iba a estrenar una nueva revista en la que anunciaba que Sofía Bozán cantaría dicho tango por primera vez. Mentasti fue al teatro para intimar que no se ejecutara el tango y Amadori lo convenció para ir a hablar a un café cercano, ello con la intención de persuadirlo sobre la conveniencia de levantar su objeción o, en todo caso, demorarlo allá hasta que el tango se hubiera ejecutado. Mientras hablaban en el café Mentasti le preguntó a Amadori si no tenía algún libreto para Pepe Arias y aquel, sobre la base de un viejo monólogo que el actor había dicho en el Teatro Maipo comenzó a inventar el argumento injertando situaciones y personajes hasta que estuvo seguro de que la función de teatro había terminado. Lo cierto es que al día siguiente estaban firmando contrato.

## Sinopsis
Con la ayuda de una joven rica, un cantor que vive en la zona de viviendas precarias que existía en Puerto Nuevo llega a la fama.

## Reparto
- Pepe Arias
- Alicia Vignoli
- Charlo
- Sofía Bozán
- José Gola
- Juan Siches de Alarcón
- Haydée Bozán
- Miguel Gómez Bao
- Carlos Rodríguez

## Comentario
Según Di Núbila:

"Fue un melodrama romántico-musical sazonado con abundante material cómico, en cuya presentación y fluida continuidad se descubría un oficio habilidoso.Pero lo que le dio eficacia fue la utilización cinematográfica del último de los varios personajes creados por Pepe Arias fuera del cine: el atorrante porteño observado risueñamente,  el esquenún, enemigo del trabajo, habitante de los caños, que se vestía con la ropa que le dieran, despuntaba el vicio juntando puchos y mataba el hambre con un sistema infalible: “Vas al Ejército de Salvación, te mandás un salmo de David y morfás gratis”. Un vago, sí, pero con cierto orgullo de su independencia, dueño de una sabrosa facundia, representante de cierta filosofía callejera y con un corazón de oro oculto en  cofre mugriento.  Un tipo de Buenos Aires que Pepe Arias había encarado combinando pintorequismo y fondo sentimental con un intelecto alerta a lo que hacía agua en el techo social, para comentarlo con humor sarcástico ante “mis queridos filipipones”, como él llamaba a quienes festejaban sus divertidas filípicas, quizás inspiradas en las urticantes que Demóstenes disparó contra Filippo II de Macedonia. Este atorrante fue astutamente convertido en deux ex machina de un melodrama animado por Alicia Vignoli, Charlo, José Gola y Sofía Bozán, que enganchó de movida al público al mostrar por primera vez, insertada en la acción de un largometraje de entretenimiento, una Villa Miseria, refugio de los excluidos de la política económica de piedra libre que imperó durante la década del 30 y más allá. En su secuencia inicial descorrió el velo que hasta entonces había ocultado la realidad de aquel submundo sobre el cual se ensañaban truculentos rumores de atrocidades.

“En medio de los folletinesco acontecimientos resalta la profundidad del abismo entre ricos y pobres, pero el eje no deja de pasar por las intervenciones de Dandy, que divierte a través de la colorida y largamente perfeccionada interpretación de Pepe Arias…Amadori-Soffici  limaron algunas aristas del personaje y otras permanecieron escarpadas. Visualmente dieron una apariencia de calidad de la película, ayudados por la fotografía de John Alton, pero los efectos melodramáticos fueron más bien primarios. No obstante estos lunares, la crítica social implícita en el enfoque de la villa miseria y la gracia del protagonista se cimentaron el éxito de Puerto Nuevo, en la que Amadori parece haber recibido, alambicadas por Soffici, algunas influencias de Ferreyra que coincidían con aspectos de su juventud reformista, sus reminiscencias operísticas y su actividad teatral.”